# Danielle Mitterrand
Pour les articles homonymes, voir Gouze.
Pour les autres membres de la famille, voir Famille Mitterrand.
Danielle Mitterrand, née Gouze le 29 octobre 1924 à Verdun (Meuse) et morte le 22 novembre 2011 à Paris 15e, est une résistante et une personnalité engagée du monde associatif.
Mariée avec François Mitterrand, elle est Première dame durant la présidence de son époux (de 1981 à 1995), profitant de cette position pour soutenir et accompagner les peuples en lutte. Figure importante de la solidarité internationale, elle fonde en 1986 France-Libertés-Fondation Danielle Mitterrand, qu'elle préside jusqu'à sa mort.

## Biographie

### Jeunesse

#### Enfance
Danielle Émilienne Isabelle Gouze naît le 29 octobre 1924 à Verdun, dans la Meuse. Son père, Antoine Gouze (1885-1958), est principal de collège, et sa mère, Renée Flachot (1890-1971), est institutrice.
Après avoir étudié ensemble à l'école normale supérieure, le couple se marie le 19 septembre 1911 à Chalon-sur-Saône et s'y installe. C'est là que naît son frère aîné, Roger Gouze, avant que la famille ne parte dans le Jura, à Mouchard, où naît sa sœur aînée, Madeleine dite Christine Gouze (en 1914). À la naissance de Danielle, la famille vit à Verdun, où son père occupe le poste de directeur du collège de garçons de Buvignier.
En 1930, la famille emménage à Dinan en Bretagne, à la suite de la mutation d'Antoine Gouze. À cette époque, le grand-père maternel, Louis Flachot, ancien cheminot, les rejoint après la mort de sa femme. Fervents défenseurs de la laïcité scolaire et républicains convaincus, l'arrivée de la famille Gouze en Bretagne ne passe pas inaperçue dans cette région encore chamboulée par la loi de 1905. Danielle est scolarisée dans le collège pour filles de Broussais à Dinan, où elle essuie les humiliations de la directrice de l'école, qui lui fait payer les idées politiques de ses parents.

« Elle se devait, croyait-elle, de marquer son animosité à mon endroit et de manifester sa haine pour les laïcs [...], elle me priva de la récompense qui revenait aux bonnes élèves : deux petites framboises acidulées [...]. Je n'acceptai pas cette injustice qui, à mes yeux de petite fille, était intolérable »

Pour mettre fin à cette situation, Danielle Gouze, alors âgée de 6 ans, est changée d'école pour rejoindre le collège de garçons Roger-Vercel, dont son père est directeur. Loin de s'éteindre, les tensions s'enflamment, lorsque le dimanche 7 janvier 1934, un incendie criminel est déclenché dans un des dortoirs du collège où habitait la famille, alors même que les parents et des convives étaient présents pour un dîner. S'ensuit alors une période où les rumeurs accusant son père d'avoir mis le feu vont bon train. Deux ans plus tard, la demande de mutation d'Antoine Gouze est acceptée, la famille quitte la Bretagne pour Villefranche-sur-Saône, non sans essuyer une nouvelle tentative d'intimidation : leur camion de déménagement sera à nouveau incendié. Cette confrontation précoce à l'injustice a marqué la personnalité de Danielle Gouze, qui est scolarisée au collège Claude-Bernard pour son année de troisième.

#### L'entrée dans la Résistance
En 1940, alors que la Seconde Guerre mondiale s'intensifie, Antoine Gouze refuse l'ordre de sa hiérarchie de recenser les élèves et les professeurs juifs de son collège de Villefranche-sur-Saône. Il est révoqué par le gouvernement de Vichy. La famille part alors s'installer dans sa ville natale à Cluny, alors que Danielle est en seconde. Son père y donne des cours particuliers tandis que la jeune fille termine son année de seconde au collège de filles de Mâcon.
À ce titre, et bien des années plus tard, dans un entretien pour Le Monde, en mai 1986, elle se souvient : « J'avais 16 ans. J'ai dû sortir de l'insouciance et mesurer ma capacité de révolte devant l'injustice, celle que subissaient ces enfants, celle que subissait mon père ».
C’est à cette période que la famille entre dans les réseaux de Résistance de Bourgogne. Entre 1940 et 1942, la maison familiale hébergea régulièrement dans la clandestinité des membres du mouvement Combat, dont les dirigeants Henri Frenay et Bertie Albrecht, « le couple Moulin ».

« Très vite la maison Gouze fut un refuge pour les réseaux clandestins. Jusqu’au jour où un monsieur accompagné d’une jolie dame se présenta au portail de la cour et demande à rencontrer les hôtes de ces lieux. C’est ainsi que « Madame et Monsieur Moulin » furent les locataires de l’un des appartements aménagés dans la Maison Grise, ancienne dépendance de ROMADA (Roger, Madeleine, Danielle), notre maison d’habitation. Sous leur fausse identité, Henri Fresnay et Bertie Albrecht sont entrés dans ma vie, avec le mouvement combat. »

Le 28 mai 1943, la Gestapo exécute une descente chez la famille. Alors que les agents s'apprêtent à entrer, Danielle est, selon ses souvenirs, envoyée prévenir les voisins « afin qu'ils mettent en place un dispositif pour assurer les arrières et alertent nos "locataires" du danger qui les attend s'ils revenaient à leur appartement ». Lors de ce contrôle, Danielle apprend l'arrestation de Bertie Albrecht, avec laquelle elle s'était liée d'amitié. Malgré la triste nouvelle, la chance sourit à la famille, les soldats repartent faute d'éléments à charge.

« Lorsque j’essaie de me remémorer le cheminement de mes pensées à cet instant, l’alternative se présentait sans échappatoire possible : c’était le peloton d’exécution, là dans notre cour, l’arrestation et les camps … ou la vie »

La chance est à nouveau du côté de Danielle Gouze, le 13 février de l’année suivante, en 1944. Alors qu’un bal est organisé par les jeunes conscrits dans la ferme de Cras, une colline entourant Cluny ; les deux sœurs Gouze rentrent chez elles le soir venu après la fête. Au petit matin, les jeunes gens ayant festoyé plus tard sont interpellés par la Gestapo. S’ensuivit une vague d’arrestation à travers toute la ville, à l’issue de laquelle 65 Clunysois et Clunysoises sont déportés vers les camps de la mort. Cet épisode marqua profondément Danielle Gouze, taraudée par « cette question récurrente au soir du 14 février 1944 : « Pourquoi lui ou elle ? Pourquoi pas moi ? ». De ce tragique événement, le destin fit basculer le cours de ma vie ».
Engagée elle aussi au sein de la Résistance, sa sœur Christine occupe le rôle de « boîte aux lettres » pour le Mouvement national des prisonniers de guerre et déportés. C’est là qu’elle fait la rencontre avec « François Morland » (nom de code de François Mitterrand) qu’elle présentera, en avril 1944, à sa cadette lors d’une de ces visites à Paris. Alors qu’il anime un réseau de résistance parisien, François Mitterrand doit fuir vers la Bourgogne. Sous couverture, Danielle l’aide à tromper la vigilance de la Gestapo lors du voyage en train qui doit le mener, pour un temps, à la maison familiale. Alors que les deux jeunes gens se font passer pour un couple, un contrôle de papiers inopportun manque de les démasquer. Il s’en est fallu de peu et de l’intervention inattendue d’un officier allemand pour qu’ils poursuivent sans entraves leur chemin jusqu’à Cluny,.
Interrogée sur son passé et sa rencontre avec François Mitterrand, Danielle Gouze, dira à plusieurs occasions que « la résistance nous a mis sur un même chemin ».
Après avoir passé certaines épreuves du baccalauréat à Annecy, Danielle rejoint le maquis à 17 ans, en tant qu’agent de liaison et aide-infirmière sous le commandement du chef de maquis Jean Louis Delorme, aux côtés du docteur Mazuet.

« Je rejoins le maquis où, aide-infirmière peu qualifiée mais attentive, avec une amie de mon âge, nous établissons notre refuge au flanc de la colline de Butte-à-vent et soignons les blessés »

La poursuite du baccalauréat de la jeune fille, son deuxième « bachot », se voit perturbé par ses liens avec la Résistance : alors qu’une photo d’elle est tombée entre les mains des nazis après que François Mitterrand eut perdu son portefeuille, elle est mise en sécurité un temps

« Alors que, le 6 juin, je passais les épreuves du bac à Lyon, ma jolie photo entre les mains du pisteur me valut d’être enlevée par un agent du réseau de Résistance du MNPGD pour me mettre à l’abri, là où je n’avais aucune raison de me trouver. L’élève Gouze, n’ayant pas remis l’ensemble des copies à la correction, ne sera pas reçue »

Après le débarquement du 6 juin 1944, les affrontements font rage entre les maquisards et les troupes nazies, les bombardements deviennent quotidiens dans le Clunysois et Danielle Gouze se voit évacuée de la région par Jean et Ginette Munier, proches amis de François Mitterrand.
Au sortir de la guerre, elle reçoit la médaille de la Résistance française pour l’ensemble de ses actions durant ces années.

### Vie familiale

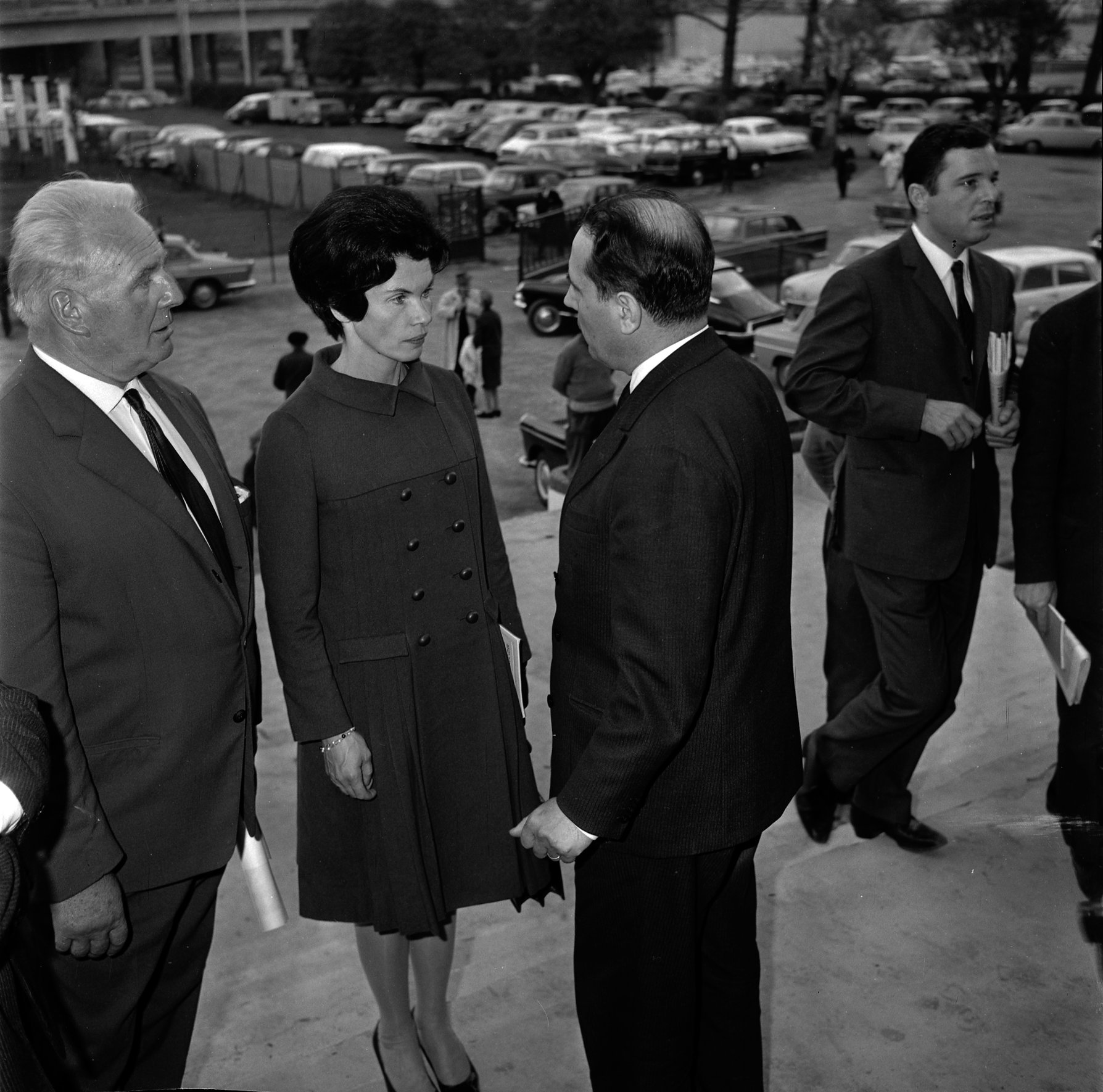
Danielle Mitterrand aux côtés de son époux à Toulouse lors de l'élection présidentielle de 1965.

Fiancés durant la guerre, Danielle et François se marient après la Libération, le 28 octobre 1944 d’abord à la mairie du 4e arrondissement de Paris, place Saint-Sulpice, puis à l’église Saint-Séverin de Paris. La journée de leur mariage se finit sur une image cocasse : Danielle Mitterrand, en robe de mariée, accompagnant son mari à une réunion du MNPDG, abandonnant leurs invitées pour assister à cette réunion politique,.
De leur union naîtront trois enfants. Pascal, né le 10 juillet 1945, mort à deux mois ; Jean-Christophe Mitterrand, né le 19 décembre 1946 et enfin Gilbert Mitterrand, né le 4 février 1949,.
La famille Gouze reste très liée et se retrouve chaque année, notamment à l’occasion de la promenade à la Solutré. Roger Gouze devient écrivain tandis que Christine Gouze devient productrice de cinéma, et épousera en 1959 l’acteur Roger Hanin.
En parallèle de sa vie parisienne, la famille acquiert une maison à Latche, où elle passe la majorité de ses vacances et où sont régulièrement accueillis des amis du couple ou des invités de marque à l’image de Mikhaïl Gorbatchev en 1991.

## De la Nièvre à la rue de Bièvre
En 1946, Danielle Mitterrand vit dans la Nièvre avec son époux, devenu député avant d’être nommé conseiller général. Le couple s’installe ensuite à Paris, lorsque François Mitterrand accède au poste de ministre des Anciens Combattants. Comme le veut la tradition, elle s’occupe à ce moment-là de la Commission pour la répartition des subventions aux orphelins. Une expérience que Danielle Mitterrand reconnaît volontiers avoir mal vécue : « Je trouvais que c’était quelque chose d’incompréhensible, ce n’est pas avec une subvention que l’on rendra un père à un enfant ».
Habitant d’abord le 25 avenue du Maréchal-Lyautey dans le quartier d'Auteuil, puis rue Guynemer jusqu’en 1972, le couple finit par s’installer au 22 rue de Bièvre. Danielle Mitterrand soutient son époux lors de la campagne présidentielle de 1965 et participe à nouveau à la campagne de l’élection présidentielle de 1981 en acceptant de poser pour Paris Match. Elle apparaît alors comme une femme simple en opposition avec l’allure aristocratique d’Anne-Aymone Giscard d'Estaing.
Au cours de ces années de construction de la carrière politique de François Mitterrand, elle refuse de rester inactive. Après le refus de son mari qu’elle devienne sa collaboratrice, elle fait le choix de s’occuper de sa famille. Découvrant au cours d’une promenade dans le Quartier latin le métier de relieur d’art, elle s’adonne avec passion à cette activité pendant 35 ans.
« C’était devenu une passion. J’aimais beaucoup le milieu, le milieu du livre mais vu par l’habillage. C’était un petit groupe, il y avait très peu de relieurs d’art. C’était une profession circonscrite à quelques-uns et tout le monde se connaissait. J’y passais des semaines entières ».
Le 10 mai 1981, alors que François Mitterrand est élu président de la République, Danielle Mitterrand devient « Première dame ». Une dénomination qu’elle récusa tout au long de sa vie, soulignant que « la femme du président de la République n’a pas de rôle. Elle a celui qu’elle veut bien se donner ». Femme de conviction et d’engagement, au tempérament de militante, elle annonce rapidement qu’elle « ne sera pas une potiche », et veut être indépendante.

### Passage à l’Élysée (1981-1995)

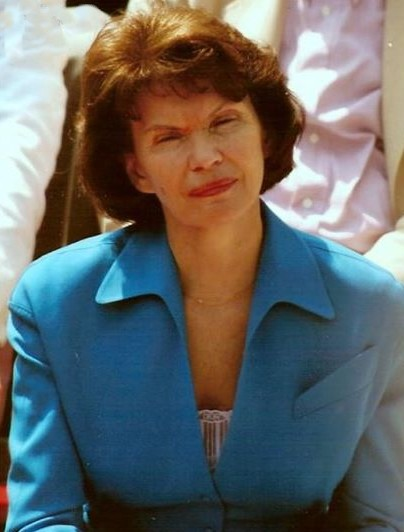
Danielle Mitterrand en 1991.

En 1981, après l’élection à la présidence de la République de François Mitterrand, le couple s’installe au palais de l'Élysée, et Danielle Mitterrand y a son bureau personnel où elle assume ses obligations (réceptions, visites officielles et représentations).
Celle qui préfère se faire appeler « épouse du président de la République » que « Première dame de France » fait redécorer le palais, notamment par Jean-Michel Wilmotte, Philippe Starck et Gérard Garouste (ce dernier déclare alors que Danielle Mitterrand se plaint de son travail : « La bonne vient de m'annoncer que ça ne plaît pas à madame Mitterrand. Même Jules II, quand Michel-Ange peignait la chapelle Sixtine, n'a pas dû envoyer son valet de chambre »). Elle-même s'occupe personnellement des jardins.
Lors de son travail, elle reçoit et traite les nombreux courriers reçus. Elle souligne ainsi que « au fur et à mesure qu’afflue le courrier, je me rends compte que les thèmes se répètent : pas de travail, pas de logement, difficultés de dialogue, conditions de vie ou situations des familles de prisonniers, mais aussi violations des Droits de l’homme, problèmes d’émigrés ou de réfugiés politiques ».
Face à cette situation, Danielle Mitterrand entreprend de créer plusieurs associations pour répondre au mieux à ces sollicitations. La première d’entre elles, en 1982, est l’association « du 21 juin » pour défendre les droits humains dans le monde. Puis, c’est en 1983, « Cause commune », afin d'aider les jeunes entreprises qui rencontraient des difficultés à obtenir des prêts ou des cautions. Enfin, la dernière, « La France est avec vous », avait pour objectif de rassembler du matériel hospitalier pour équiper des centres de soins dans les pays dits du Sud.
Elle témoigne : « Pourquoi j’ai créé ces associations ? Lorsque François a été élu président de la République, j’ai tout de suite compris que j’allais être à un carrefour, à une place où peut-être je pourrais apporter quelque chose. […] Très vite, dans les jours qui ont suivi l’installation à l’Élysée, je commençais à organiser un secrétariat pour répondre aux courriers que je recevais ».
Le 4 mars 1986, Danielle Mitterrand fusionne ces trois associations, et crée France-libertés- Fondation Danielle Mitterrand.

### Prises de positions en politique nationale
Engagée dans la solidarité internationale au sein de sa Fondation, Danielle Mitterrand reste malgré tout connectée à la réalité politique nationale française, n’hésitant à prendre position et partager ses opinions. Ainsi, en décembre 1986, pendant la première cohabitation, lors d’un entretien avec le Journal du dimanche, elle critique le gouvernement de droite de Jacques Chirac, qui selon elle « fait tout et n’importe quoi ».
En 1989, lors de « l’affaire des foulards de Creil », Danielle Mitterrand déclare le 20 octobre :

« Si aujourd'hui deux cents ans après la Révolution, la laïcité ne pouvait accueillir toutes les religions, toutes les expressions en France, c'est qu'il y aurait un recul. Si le voile est l'expression d'une religion, nous devons accepter les traditions quelles qu'elles soient. »

La journaliste Marie-Claire Mendès France l’accuse alors de faire le lit de la « charia musulmane ».
Elle regrette aussi la soumission de la diplomatie française aux États-Unis, notamment lors la célébration du bicentenaire de la Révolution, en 1989, où seuls selon elle des représentants de pays favorables aux intérêts américains avaient été invités.
En 1993, au cours de la deuxième cohabitation, elle critique publiquement la politique d’immigration du ministre de l’Intérieur Charles Pasqua. Les députés de la majorité, dont Pierre Mazeaud, répondent dans une tribune intitulée « Qui veut faire taire Danielle ? ». Bien loin de s’en soucier, Danielle Mitterrand rend visite à des parents étrangers d’enfants français « ni expulsables, ni régularisables » en grève de la faim, vivant une situation créée par cette politique qu’elle dénonçait.
En 1995, elle défraye la chronique en embrassant Fidel Castro,, lors de sa première visite officielle en France sur invitation de l’UNESCO. Reçu d’abord comme un invité officiel de la République, il s’entretient avec François Mitterrand à l’Élysée avant de se rendre dans les locaux de la Fondation. L’écho de cette visite eut de grands retentissements dans la presse et auprès de la société civile. À ce sujet, elle déclare : « L’expropriation des compagnies américaines ne m’a pas déplu. Oui, j’ai applaudi l’échec de la tentative de déstabilisation menée par les cubains anticastristes de Miami pilotée par la CIA ». Le Journal du dimanche indique qu’elle se montre bien plus indulgente que le président français « vis-à-vis des crimes de la dictature castriste ». Selon elle, Castro n’a d’ailleurs « rien d’un dictateur », contrairement à l’opinion communément admise,.
En 1997, elle manifeste contre la loi Debré qui vise à renforcer des mesures de limitations de l’immigration. Engagée contre le racisme, elle prend part à de nombreuses actions de sensibilisation et de plaidoyer. En 1994, avec la Fondation, elle présente le « passeport européen contre le racisme ». Un an plus tard, elle se rend aux côtés des personnes « sans-papiers » de l’église Saint Bernard en grève de la faim et en 2003 elle se tient auprès des « exilés du 10e arrondissement », réclamant un statut protecteur permettant aux personnes de sortir de la précarité et de vivre dignement.
Enfin, en 2005, lors du référendum sur le projet de texte constitutionnel européen, elle s’oppose à une partie de sa famille politique en prenant officiellement position pour le « non », déclarant dans une tribune parue en mars dans le Journal du Dimanche : « Si nous ne réagissons pas, cette constitution libérale donnera définitivement le statut de marchandise à l’eau […]. Nous avons la responsabilité de nous élever contre une telle conception ».

## L'engagement avec la Fondation Danielle Mitterrand (1986-2011)
Ayant pour but de défendre les droits humains et les biens communs du vivant, la Fondation mène des actions de sensibilisation et soutient des projets mis en œuvre par les habitants eux-mêmes. Reconnue d’utilité publique, la Fondation acquiert en 1991 le statut consultatif aux Nations unies.
Lorsque Danielle Mitterrand mentionne sa genèse, elle déclare : « J’ai imaginé la Fondation avant tout comme un lieu de rencontres, croisement de messages et de langages, aire de confrontation des cultures, plateforme d’échanges, carrefour d’expression sous toutes ses formes, tremplin pour un XXIe siècle de compréhension et de reconnaissance de l’autre ».

### Soutien aux droits des peuples
Dans son rôle de présidente de la Fondation, Danielle Mitterrand soutient à travers le monde les résistances des peuples opprimés. « Au Chiapas, mais aussi en Turquie, au Tibet, dans le Nord-Est du Caucase, au Guatemala et au Brésil, en Uruguay, au Chili, partout dans le monde se lèvent ceux qui aideront les esprits à changer de siècle ». Ces prises de position et ces actions sur le terrain, mettent parfois son époux dans des situations diplomatiques délicates.
Ainsi, dès 1986, elle prend position en faveur du peuple tibétain malgré les mises en garde de l’ambassade de Chine. Elle reçoit dès lors à plusieurs reprises le Dalaï-lama. La première fois en 1988, alors que ce dernier est de passage en France avant de se rendre au Parlement européen, où il était invité pour y donner un discours. Elle lui proposa ainsi de faire étape à la fondation à l’occasion d’un dîner organisé. À l'initiative de l'association humanitaire Amitiés franco-tibétaines de Christian Delorme et du Comité de soutien au peuple tibétain, Danielle Mitterrand rencontra à nouveau le Dalaï-lama en avril 1989, et demanda à la Chine que fût possible l'envoi d'une Mission au Tibet - cette demande étant refusée par Pékin. Cette même année, elle lui remit le « prix de la mémoire »,, avant d’être à son tour invitée à Dharamsala, capitale du Tibet en exil, où elle se rend le 27 avril 1991. En parallèle de ces rencontres, la Fondation a mené de nombreuses actions à Dharamsala : soutien à des écoles, des dispensaires pour les réfugiés à la frontière, promotion de l’Institut tibétain des arts du spectacle, etc..
À cette époque, Danielle Mitterrand est également très engagée dans la dénonciation de l’apartheid en Afrique du Sud. Elle participe avec la Fondation et le président sénégalais Abdou Diouf à l’organisation de rencontres entre militants de l’ANC, conduits par Thabo Mbeki, et afrikaners blancs à Dakar en 1987 puis à Marly-le-Roi en 1989. En 1990, en Gironde, Danielle Mitterrand soutient la venue de 26 enfants sud-africains, qui vivaient en exil en Tanzanie car leurs parents étaient emprisonnés par le régime. Quand Nelson Mandela est libéré de prison, sa première visite en France, en juin 1990, est pour Danielle Mitterrand. Elle le reçoit ainsi dans les locaux de la Fondation, au Trocadéro. Un dîner est ensuite organisé en compagnie d’Aimé Césaire, de Barbara, de Peter Brook, de Renaud, de Thabo Mbeki et de Breyten Breytenbach notamment.
Elle prend également position pour les droits du peuple sahraoui, s’attirant les foudres du roi du Maroc Hassan II qui la qualifiera à l’antenne de TF1, en 1991, « d’épouse morganatique », alors qu’elle prévoyait une visite des camps de réfugiés sahraouis de Tindouf en Algérie. Annulant cette visite, elle profite de ce remous médiatique pour mettre en lumière la situation des réfugiés. Elle devient par la suite membre d’honneur de la section française de l’Observatoire pour un référendum au Sahara occidental et participa à la création, en 1993, d’un comité de vigilance Sahara occidental en apportant son soutien aux démocrates emprisonnés.
Malgré son soutien à la cause palestinienne, elle avait conservé des liens avec le kibboutz Kfar HaNassi, dans le nord d'Israël, où son fils Jean-Christophe avait passé quelques mois en 1970.
De toutes ses actions, c’est sans doute son lien et son engagement auprès du peuple kurde qui reste le plus important. Tout a commencé avec le génocide et le massacre chimique de Halabja en 1988. Face à l’indifférence de la communauté internationale, Danielle Mitterrand part à la rencontre des rescapés réfugiés dans les camps de Mardin, Diyarbekir et Mush en Turquie. Elle décide alors de s’engager dans une opération de « diplomatie parallèle » dictée par ses valeurs humanistes et son indignation. Dès octobre 1989, contre l’avis des diplomates, Danielle Mitterrand organise à Paris un colloque, « Les kurdes : l’identité culturelle, le respect des droits de l’homme », auprès de l’Institut kurde de Paris, réunissant des représentants de plus de 30 pays.
À cette occasion, elle déclare : « Sans pause ni trêve, France Libertés et sa présidente parleront pour ces femmes et ces enfants parqués dans des camps, dont le seul crime est d’être kurdes ».
Puis ce fut, en 1989 et 1990, l’accueil en France de près de 1000 réfugiés kurdes en accord avec le président et le gouvernement. L’opinion publique prit l’habitude de tourner les yeux vers le Kurdistan et Danielle Mitterrand décida en avril 1991 de s'y rendre. Elle fut accueillie clandestinement sur la frontière iranienne, à Haj Omaran par les dirigeants de la résistance kurde, dont Massoud Barzani. C’est également sous la pression de Danielle Mitterrand que la France a pu jouer un rôle dans l’adoption de la résolution 688 pour assurer la protection du Kurdistan et l’évacuation des troupes de Saddam Hussein. En juillet 1992, Danielle Mitterrand était présente à Erbil auprès des Kurdes pour assister à la constitution du premier gouvernement d’union nationale. C’est au cours de ce déplacement qu’elle échappe de peu à un attentat qui fit plusieurs morts,.
Dans la poursuite des actions d’aide humanitaire menées par la Fondation France Libertés au Kurdistan, une nouvelle relation s’est établie autour d’actions d’éducation populaire. Cela s’est traduit dans un premier temps par l’inauguration en 2009 de deux écoles « Danielle Mitterrand » à Erbil et Soulaymanié. Puis, à partir de 2016, c’est aux côtés de la Fédération Léo Lagrange que la Fondation prend part à la formation d’animateurs volontaires pour mener des ateliers d’éducation non formelle à destination des enfants réfugiés sur le territoire du Kurdistan-Irak. Un engagement indéfectible qui lui valut le surnom de « Mères des Kurdes ».
Après avoir participé en 1992 à la marche des communautés autochtones pour leurs droits aux côtés de Rigoberta Menchu, ses pas la mènent à nouveau dans le sous-continent américain. En effet, après le décès de François Mitterrand en 1996, Danielle Mitterrand se rend successivement au Mexique, à Cuba, au Brésil, en Uruguay et au Chili. De ce nouveau voyage, elle tire un livre Ces hommes sont avant tout nos frères. À cette occasion, elle répond présente à l’invitation du mouvement zapatiste de participer cette année-là aux rencontres intergalactiques au Chiapas, dans le village de La Realidad. Elle fait à cette occasion la connaissance du sous commandant Marcos et découvre l’initiative d’autonomie politique construite dans cette région mexicaine dans le sillage du soulèvement de 1994, dont elle porta la voix tout le reste de son voyage.
Pierre Micheletti, médecin accompagnant Danielle Mitterrand lors de ce voyage témoigne dans son ouvrage Une mémoire d’Indiens : « Au milieu de notre séjour, alors que la nuit est déjà bien installée, un homme affublé du passe-montagne vient nous chercher : Marcos propose à Danielle Mitterrand un entretien en petit comité. Nous voici à quelques-uns, dans une maison éloignée du village qui nous accueille, face au sous-commandant et à deux autres dirigeants : le commandant Tacho et le major Moisés. Un long débat nous réunit jusque tard dans la nuit, alimenté pat le feu roulant des questions des chanceux embarqués dans le sillage de Danielle Mitterrand, ravis de la surprise que leur réserve le séjour ».
Danielle Mitterrand s’est également montrée solidaire à l’égard de Cuba. Au-delà du soutien apporté à des projets de terrain, Danielle Mitterrand obtient, par ses liens de confiance avec Fidel Castro, la tenue de visites des prisons cubaines par une délégation de quatre associations des droits de l’homme. Un rapport fut publié à l’issue de ces visites,.
Elle se mobilise contre la peine de mort aux États-Unis. En 1999, elle intervient pour deux condamnés considérés par leurs défenseurs comme des prisonniers politiques : Mumia Abu-Jamal, auquel elle rendra visite, et Leonard Peltier.
Au fil du temps, Danielle Mitterrand participa à la mise en œuvre de multiples actions de soutien à l’éducation, et également des projets de santé. Auprès de Federico Mayor Zaragoza, alors à la tête de l’UNESCO, elle entreprit de lutter contre le sida lors de la campagne « Sauvons l’amour », initiée en 1991. Régulièrement sur le terrain, elle rencontre les premiers et premières concernés, de l’Asie à l’Afrique, de l’Amérique du Sud à l’Europe, son action est généralisée à l’international.
Face à la montée de la mondialisation et l’augmentation de l’extraction des ressources naturelles, Danielle Mitterrand fait des droits des peuples autochtones et de la défense de l’eau les engagements prioritaires de la Fondation. Soulignant volontiers lors de son dernier entretien : « La vie est la valeur la plus importante. Le XXe siècle a apporté beaucoup de progrès en matière de technologies. Mais elles doivent être au service de la vie. J’attends que l’on sorte de la croissance, qui amplifie la pauvreté et les inégalités. Je milite pour une société nouvelle. L’argent rend fou. Il n’est pourtant qu’un outil ».

### Défense des biens communs et de leurs gardiens
La défense du droit à l’autodétermination, auparavant lié à des questions politiques et de droits civils, s’étend au cours des années 2000 aux luttes des peuples pour disposer de leurs richesses naturelles face à la spoliation de leurs terres, et de leurs richesses culturelles, notamment leurs savoirs.
Les activités extractives menées par les industries minières, de gaz de schiste, mais aussi la construction de grands barrages ou les pratiques de biopiraterie sont autant de menaces sur les peuples, en particulier autochtones. Danielle Mitterrand est allée à nombreuses reprises à la rencontre de ces peuples en lutte, pour entendre leur voix. Parmi les peuples et communautés locales soutenues, la Fondation a par exemple appuyé les Mundurukus du Brésil dans leur lutte pour être consultés avant tout projet de barrages sur leurs territoires. Elle s’est tenue auprès des peuples Guaranis dans leur lutte contre l’appropriation de leurs savoirs sur la plante de Stevia par de grandes entreprises comme Coca-Cola,. Dans le cadre de son engagement contre la biopiraterie, Danielle Mitterrand rencontra à diverses occasions Benki Piyãko, dont le peuple lui inspira des réflexions sur l’importance de reconsidérer la notion de « richesse ». Elle porta également son soutien au chef Raoni dans la lutte de son peuple contre la construction de grands barrages hydroélectriques dans leur territoire de Belo Monte, en Amazonie brésilienne.
Avant-gardiste sur cet enjeu d’appropriation des ressources naturelles et des savoirs des peuples autochtones, Danielle Mitterrand l’a également été dans son engagement pour le droit à l’eau. À partir de 1995, elle reçoit de nombreux témoignages de personnes qui, à travers le monde, s’inquiètent de l’accès à l’eau potable. C’est finalement la guerre de l’eau de Cochabamba, qui finit de la convaincre de l’importance de cet enjeu. Sa volonté a dès lors été de lutter pour sortir l’eau de toute logique marchande.
À l’international, elle agit ainsi aux côtés de plusieurs organisations pour faire reconnaître le droit à l’eau par les Nations Unies, le 28 juillet 2010. Entre 2010 et 2012, la Fondation apporte son soutien à des alternatives ancrées dans les territoires, mises en œuvre par les communautés locales qui cherchent à construire des gestions alternatives de l’eau dans leurs pays, notamment en Bolivie, en Colombie, au Chili, au Pérou, en Afrique du Sud, en Guinée, au Mali, en Ouganda, en Moldavie ou encore en Inde. À partir de 2014, la défense de l’eau se conjugue à la résistance face à des activités extractives. Sont alors soutenues des initiatives et des luttes de communautés pour défendre leur territoire et proposer d’autres manières de les habiter, que ce soit en Uruguay, en Tunisie, en Équateur, au Mexique, en Inde, en Ouganda, au Ghana, au Kenya ou encore aux États-Unis. À ce titre, la Fondation s’est aussi tenue aux côtés des communautés de Caimanes (Chili) ou de Cajamarca (Pérou) qui voient leur droit à l’eau mis à mal par de grands projets miniers.

Né au Canada, présent principalement en Italie et au Brésil et porté en France par la Fondation France-Libertés, le mouvement des Porteurs d’eau s’est réuni autour d’une charte dont les principes sont le ciment d’actions de sensibilisation et de soutien mis en œuvre dans la première décennie des années 2000. Ces principes fédérateurs sont au nombre de trois : 
« 1- L’eau n’est pas une marchandise, l’eau est un bien commun non seulement pour l’Humanité mais aussi pour le vivant.
2- Afin de garantir la ressource pour les générations futures, nous avons le devoir de restituer l’eau à la nature dans sa pureté d’origine.

3- L’accès à l’eau est un droit humain fondamental qui ne peut être garanti que par une gestion publique, démocratique et transparente, inscrite dans la loi. »
Symbole de cette adhésion à la charte, créée vers 2010 en partenariat avec le designer Philippe Starck, la « feuille d’eau » diffuse le message « bien commun de l’humanité, l’eau n’a pas de prix ».
Forte de sa position, Danielle Mitterrand a ainsi participé à créer une campagne d’adhésion à la « charte des porteurs d’eau » en France. Cette dernière avait été rejointe par plusieurs personnalités, à l’image du photographe Yann Arthus-Bertrand, de la créatrice Agnès B ou encore de l’ancien maire de Paris Bertrand Delanoë. En France, son engagement a également pris d’autres formes, notamment la lutte contre les coupures d’eau pratiquées par Veolia et Suez. La construction d’une proposition de loi pour rendre le droit à l’eau effectif ainsi qu’un travail de plaidoyer pour un retour en régie publique du service de l’eau et remunicipalisation font partie des positions défendues par Danielle Mitterrand.
Les années 2000 marquent également l’entrée de Danielle Mitterrand dans le mouvement altermondialiste. Elle affirme ainsi avoir « rejoint le mouvement altermondialiste parce qu’il était – et reste- le seul lieu ou la défense des droits de l’homme se conjugue avec la défense des ressources indispensables à la vie ».
La Fondation participa ainsi aux Forums sociaux mondiaux de Porto Alegre en 2001 ; de Belém en 2009, à Dakar en 2011, de Tunis en 2013 et 2015, à Montréal en 2016, à Salvador de Bahia en 2018, afin de mettre en lumière ces enjeux autour de l’eau et des droits humains et partager la voix d’activistes du monde entier. Elle a également proposé lors de ces diverses rencontres de redéfinir la notion de richesse, grâce à la mise en place de nouveaux indicateurs de richesse basés sur d’autres critères que celui de l'argent : les richesses naturelles, l'éducation ou encore la transmission des savoirs.

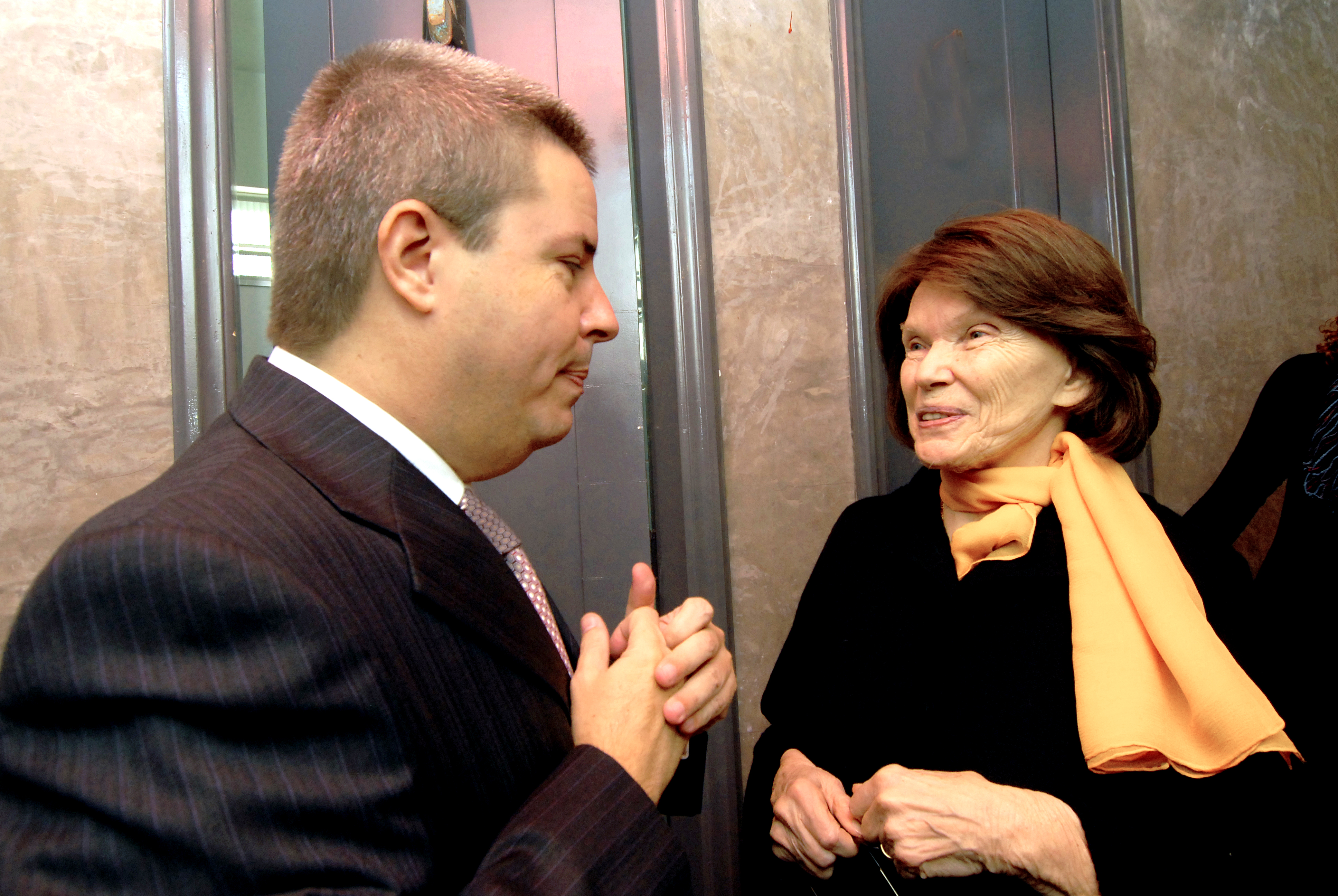
Danielle Mitterrand et le gouverneur brésilien du Minas Gerais Antônio Anastasia en 2010.

### Fin de vie et mort
Durant les dernières années de sa vie, elle est hospitalisée à plusieurs reprises : en octobre 2010, après une chute à Madrid, puis en septembre 2011, pour insuffisance respiratoire. Elle avait déjà été opérée du cœur en juillet 1994. Le 18 novembre 2011, elle est à nouveau hospitalisée pour une anémie jugée sérieuse, et plongée dans un coma artificiel.
Danielle Mitterrand s'éteint quelques jours plus tard, le 22 novembre 2011, à l'hôpital Georges-Pompidou, à l'âge de 87 ans. Le 26 novembre 2011, elle est inhumée au cimetière de Cluny, dans le même caveau que sa sœur Christine Gouze-Rénal.

## Récompenses et hommages
L’ensemble de ses engagements et de ses actions lui ont valu de nombreuses distinctions.
En 1996, le prix Nord-Sud « a été remis à Danielle Mitterrand, présidente de la fondation France Libertés, pour ses prises de position en faveur de la protection des droits de la personne et, de manière symbolique, aux femmes algériennes, pour leur lutte quotidienne pour la liberté ».
En 1999, elle a reçu des mains du Dalaï-lama le Light Truth Award (prix Lumière de la vérité) pour son action en faveur du peuple tibétain.
En 2010, l'ONG Save the Children lui décerne un prix pour son action en faveur du droit à l'eau dans le monde.
Le 8 mars 2013 – date de la Journée internationale des femmes –, le jardin de la rue de Bièvre, où elle résida de nombreuses années, prend le nom de square Danielle-Mitterrand,.
Le 7 septembre 2013 est inaugurée le groupe scolaire Danielle-Gouze-Mitterrand à Cluny. Il existe également une école française Danielle-Mitterrand à Souleimaniye (Irak) et à Erbil (Irak).
En 2013, le nouveau collège départemental de Saint-Paul-lès-Dax, inauguré en 2011, prend le nom de Danielle Mitterrand.

## Décorations
- Grand-croix de l'ordre de la Couronne (Pays-Bas ; 1991)[99]
- Philippines : ordre de Gabriela Silang (11 juillet 1989)[100]
- Commandeur grand-croix de l'ordre royal de l'Étoile polaire (Suède ; 11 mai 1984)[101]

## Ouvrages
- La Levure du pain, édition no 1, 1992
- En toutes libertés, Ramsay, 1996.
- Ces hommes sont avant tout nos frères, Ramsay, 1996 (sur les indiens du Chiapas).
- Le Printemps des insoumis, Ramsay, 1998
- La Torture en Tunisie : Comité pour le respect des libertés et des droits de l’homme en Tunisie, Le Temps des cerises, 2000.
- Échanger la vie, Actes sud, 2000
- Le Livre de ma mémoire[102],[103], [Édition Jean-Claude Gawsewitch], 2007  (ISBN 978-2-3501-3089-7) et Folio no 4833
- Mot à mot, Le Cherche midi, 2010  (ISBN 978-2-7491-1577-1).
- Ce que je n'accepte pas, entretiens inédits avec Gilles Vanderpooten, Éditions de l'Aube, 2012.

### Documentaire
- Laurence Thiriat, Danielle Mitterrand, une certaine idée de la France, Public Sénat, 9 mars 2019.